# Минейро
Карлос Лусиано да Силва „Минейро“ (на португалски: Carlos Luciano da Silva) е бразилски футболист роден на 2 август 1975 г. в Порто Алегре, Бразилия. От 2008 играе за ФК Челси. Играл е и за националния отбор на Бразилия.
Минейро бе третият бразилец в състава на Челси, след като подписа договор със „сините“ на 24 септември 2008.
Дефанзивният полузащитник има 25 мача за Бразилия и бе част от състава на „Селесао“ на Световното през 2006. Той взе участие и в мача срещу Англия на „Уембли“ предната година.
Минейро бе освободен от Херта Берлин в края на миналия сезон и нямаше отбор преди да се обвърже с Челси.
В деня на обявяването за неговото привличане, мениджърът Сколари обясни решението за покупката на 33-годишния играч:
„Той е играч, от който се нуждаем, защото загубих Микаел Есиен за 6 месеца. В момента разполагам само с един подобен футболист и това е Микел“.
„Тази седмица той няма да може да играе, нужни са му тренировки и адаптация. Той се нуждае от мачове за резервния отбор. Освен него, аз разполагам само с един човек на поста дефанзивен полузащитник. Ако Минейро не е готов, ще трябва да използвам Белети, Ферейра или Балак на тази позиция“.
Минейро прекара 18 месеца в германската столица, отбелязвайки два гола в 36 мача за първенството, включително в своя дебют срещу Хамбургер.
Преди това, футболиста, чието пълно име е Карлос Лусиано да Силва играе за отборите от родината си Сао Пауло и Сао Каетано, а кариерата му започва в Понте Прета.
В периода си в Сао Пауло, Минейро има един гол, с който клуба му побеждава Ливърпул в мач за Световния клубен шампионат през 2005 г.